# Afromastodon coppensi
L'afromastodonte (Afromastodon coppensi) è un proboscidato estinto, appartenente agli amebelodontidi. Visse nel Miocene inferiore (circa 17-18 milioni di anni fa) e i suoi resti fossili sono stati ritrovati in Africa.

## Descrizione
Questo animale doveva essere piuttosto simile ad altri proboscidati miocenici come il ben noto Gomphotherium; l'altezza doveva superare i due metri al garrese, e il corpo possente era sorretto da zampe colonnari come in tutti i proboscidati. I molari erano di tipo trilofodonte e le zanne superiori erano relativamente corte e dirette in avanti e verso il basso; la mandibola era piuttosto simile a quella di Gomphotherium, ma più allungata e stretta. Le zanne inferiori, inoltre, erano più piatte e larghe di quelle di Gomphotherium, e preannunciavano quelle di altri proboscidati miocenici come Amebelodon.

## Classificazione
Afromastodon coppensi venne descritto per la prima volta nel 2003 da Martin Pickford, sulla base di resti fossili ritrovati nella zona di Arrisdrift in Namibia, in terreni risalenti al Miocene inferiore-medio. Afromastodon è considerato un rappresentante arcaico della famiglia Amebelodontidae, un gruppo di proboscidati miocenici derivati probabilmente dai gonfoteri, ma differenti per alcune specializzazioni della mandibola. Altri amebelodontidi arcaici erano Archaeobelodon e Protanancus.